# Donald Weinstein
Donald Weinstein est un historien américain de la Renaissance italienne né le 13 mars 1926 et décédé le 13 décembre 2015.

## Biographie
Il est né à Rochester, New York. Il étudie au Denison College. À partir de 1944, il sert dans l'armée pendant la Seconde Guerre mondiale, après quoi il reçoit une étoile de bronze pour ses réalisations héroïques. En 1950, il est diplômé de l'Université de Chicago et plus tard, il est boursier Fulbright à l'Université de Florence et membre de prestigieux instituts de recherche aux États-Unis et en Italie. Il obtient son doctorat en 1957 à l'Université de l'Iowa avec une thèse sur le prédicateur italien Jérôme Savonarole. Il étudie aux côtés de Delio Cantimori, Eugenio Garin et George Mosse. Il enseigne l'histoire à l'Université Roosevelt de Chicago et à l'Université Rutgers du New Jersey. En 1978, il part à l'Université de l'Arizona, et prend sa retraite en 1992,.
Il combine son travail universitaire avec la passion politique et le service communautaire, et lorsqu'il prend sa retraite, il est bénévole pour le bureau d'urgence des incendies de Sonoita, en Arizona.

## Travaux
Ses recherches sont principalement consacrées à l'étude de l'histoire de la Renaissance italienne. Ses travaux les plus aboutis sont consacrées au prédicateur dominicain italien Jérôme Savonarole et à la Florence du XVe siècle. En 1970, sa monographie révolutionnaire « Savonarole et Florence : prophétie et patriotisme à la Renaissance » change radicalement l'approche traditionnelle de l'étude de Savonarole et de son contexte historique. Non seulement Weinstein montre que Savonarole a adapté son message prophétique au contexte historique florentin dans lequel il a vécu, mais il démontre également que son approche religieuse de la politique est parfaitement cohérente (et non en contraste) avec la culture de la Renaissance. Son livre est décrit comme "le meilleur livre sur Savonarole jamais écrit dans n'importe quelle langue".
Après d'autres travaux sur divers sujets d'histoire religieuse et politique italienne des XVe et XVIe siècles, il revient en 2011 à Savonarole avec une importante biographie intitulée «Savonarole: L'ascension et la chute d'un prophète de la Renaissance». Ce livre incorpore les résultats des nombreuses publications parues au cours des décennies précédentes et va bien au-delà des approches traditionnelles hagiographiques ou biaisées des biographies des XIXe et XXe siècles.
En 2016, il reçoit le prix Helen & Howard R. Marraro, décerné par la Société américaine d'histoire, pour le livre « The Duke's Assassin » de Stefano Dall'Aglio, qu'il a traduit de l'italien.

## Livres
- Ambassador from Venice: Pietro Pasqualigo in Lisbon 1501. Minneapolis: University of Minnesota Press. 1960.
- The Renaissance and the Reformation. New York: Free Press. 1965.
- Savonarola and Florence: Prophecy and Patriotism in the Renaissance, Princeton, Princeton University Press, 1970 (ISBN 978-0-691-05184-0, lire en ligne )
- Saints and Society: The Two Worlds of Western Christendom, 1000-1700, Chicago, University of Chicago Press, 1982 (ISBN 978-0-226-89057-9, lire en ligne) (co-dirigé avec Rudolph Bell)
- The Captain's Concubine. Love, Honor and Violence in Renaissance Pistoia, Baltimore, Johns Hopkins University Press, 2000 (ISBN 978-0-801-86475-9, lire en ligne)
- Heiko A. Oberman, The Two Reformations. The Journey from the Last Days to the New World, New Haven and London, Yale University Press, 2003 (ISBN 978-0-300-09868-6, lire en ligne)
- Savonarola: The Rise and Fall of a Renaissance Prophet, New Haven and London, Yale University Press, 2011 (ISBN 978-0-300-11193-4, lire en ligne)
- Stefano Dall'Aglio, The Duke's Assassin. Life and Death of Lorenzino de' Medici, New Haven and London, Yale University Press, 2015 (ISBN 978-0-300-18978-0, lire en ligne) (traducteur)